# Leonida Bertone
Leonida Bertone (fl. XX secolo) è stato un calciatore italiano, di ruolo portiere.

## Carriera
È stato un pioniere del calcio italiano.

Fu il primo portiere del club biancoscudato a giocare nel massimo campionato italiano. Disputò due stagioni con gli oplontini, collezionando 5 presenze.

## Statistiche

### Presenze e reti nei club
| Stagione      | Squadra       | Campionato    | Campionato | Campionato | Coppe nazionali | Coppe nazionali | Coppe nazionali | Altre coppe | Altre coppe | Altre coppe | Totale | Totale |
| Stagione      | Squadra       | Comp          | Pres       | Reti       | Comp            | Pres            | Reti            | Comp        | Pres        | Reti        | Pres   | Reti   |
| ------------- | ------------- | ------------- | ---------- | ---------- | --------------- | --------------- | --------------- | ----------- | ----------- | ----------- | ------ | ------ |
| 1920-1921     | Savoia        | PC            | 4          | -19        |                 |                 |                 |             |             |             | 4      | -19    |
| 1921-1922     | Savoia        | PD            | 1          | -1         |                 |                 |                 |             |             |             | 1      | -1     |
| Totale Savoia | Totale Savoia | Totale Savoia | 5          | -20        |                 |                 |                 |             |             |             | 5      | -20    |